# Les Deux Baronnes

Les Deux Baronnes (De to Baronesser) est un roman d'Hans Christian Andersen paru en 1848.
Il a été traduit en français en 1956 par Anne-Mathilde et Pierre Paraf, puis en 1995 par Régis Boyer pour la parution des œuvres intégrales d'Andersen dans la Bibliothèque de la Pléiade.